# George Farren
George Farren (fl. XIX secolo) è stato un imprenditore britannico.

A treatise on life assurance, 1823 (Fondazione Mansutti, Milano).

Fu direttore della Economic Life Assurance Society, fondata a Londra nel 1823, e si occupò soprattutto di assicurazione. La sua opera principale è A treatise on life assurance (1823), dedicata ai requisiti fondamentali delle compagnie di assicurazione. Nel 1829 pubblicò anche Observations on the laws of mortality and disease and on the principles of life insurance, aggiungendo anche alcune descrizioni personali dei personaggi di William Shakespeare.